# Bunciukivka, Bilokurakîne
Bunciukivka (în ucraineană Бунчуківка) este localitatea de reședință a comunei Bunciukivka din raionul Bilokurakîne, regiunea Luhansk, Ucraina.

## Demografie
Componența lingvistică a localității Bunciukivka
     Ucraineană (94,67%)
     Rusă (4,36%)
Conform recensământului din 2001, majoritatea populației localității Bunciukivka era vorbitoare de ucraineană (94,67%), existând în minoritate și vorbitori de rusă (4,36%).